# Дзюба, Сергей Платонович
Сергей Платонович Дзюба (7 октября 1925 — 14 декабря 1996) — передовик советского железнодорожного транспорта, бригадир Хутор-Михайловской дистанции пути Юго-Западной железной дороги, Сумская область, Герой Социалистического Труда (1971).

## Биография
Родился 7 октября 1925 года в селе Гирино Ямпольского района Глуховского округа в Украине, в крестьянской украинской семье.
Завершил обучение в семилетней школе в селе Княжичи. В начале войны ему ещё не исполнилось 16 лет. С 1941 по 1942 годы воевал в тылу врага в партизанском отряде «За Родину». С декабря 1942 года в Красной Армии. Службу проходил радиотелеграфистом 4-й армейской тяжёлой пушечной артиллерийской бригады 6-й гвардейской армии 1-го Прибалтийского фронта, сержант. Трижды получал ранение. После тяжёлого ранения и излечения в госпитале города Уфы служил в 32-м запасном стрелковом полку. Представлен к награде орденом Славы III степени.
После войны вернулся на родину, окончил курсы железнодорожников в городе Угличе Ярославской области. С 1951 по 1981 годы работал на дистанции пути Юго-Западной железной дороги. Сначала путевым рабочим, а затем мастером. Был организатором школы передового опыта. Был награждён орденом Трудового Красного Знамени (1966 год). Наивысших показателей в труде достиг в годы восьмой пятилетки (1966—1970).
Указом Президиума Верховного Совета СССР от 4 мая 1971 года за выдающиеся успехи в выполнении задания пятилетнего плана перевозок и повышения эффективности использования технических средств железнодорожного транспорта Сергею Платоновичу Дзюбе присвоено звание Героя Социалистического Труда с вручением ордена Ленина и золотой медали «Серп и Молот».
Неоднократно избирался членом Сумского обкома Компартии Украины. В 1981 году вышел на заслуженный отдых.
Проживал в городе Конотоп Сумской области. Умер 14 декабря 1996 года.

## Награды
За трудовые успехи удостоен:
- золотая звезда «Серп и Молот» (04.05.1971)
- орден Ленина (04.05.1971)
- Орден Отечественной войны 1 степени (11.03.1985)
- Орден Трудового Красного Знамени (04.08.1966)
- Орден Славы 3 степени (31.12.1944)
- другие медали.